# منذر مصري
منذر مصري هو شاعر ورسام سوري، ولد في اللاذقية في العام 1949، وله نحو 20 كتابًا في الشعر والمقالة والمسرح والسيرة، وقد ترجمت مختارة من شعره إلى الفرنسية.
يعدّ ممثلًا للشعر السوري الحديث والمعاصر، فهو كان أحد الشعراء السوريين الخمسة (نزار قباني، أدونيس، محمد الماغوط، سنية صالح، منذر مصري) الذين تضمنتهم أنطلوجيا الشعر العربي المعاصر التي صدرت باللغة الألمانية في العام 2000.

## بدايات
ولد منذر شكيب مصري في اللاذقية في 27 أيار (مايو) 1949. والده من مواليد مدينة طرابلس (شمال لبنان)، ومن أصول مصرية، أم أمه خالدية نحلوس فهي سورية ابنة صاحب صحيفة الرغائب، وشقيقته الشاعرة السورية مرام مصري المقيمة في فرنسا. أمضى منذر المرحلة الابتدائية في مدرسة الأرض المقدسة الكاثوليكية (مدرسة الأب سالم). والإعدادية في الكلية الوطنية الأرثوذكسية، والمرحلة الثانوية في مدرسة جول جمّال الرسمية.
حاز في العام 1971 إجازة في العلوم الاقتصادية من كلية العلوم الاقتصادية في حلب. وفي العام 1979 حاز دبلوم في الاقتصاد الاجتماعي (التخطيط الإقليمي) من وارسو في بولونيا.

## نشاطه الثقافي والشعري
كانت بدايات منذر مع نشر شعره، بطبع قصائد عديدة منها: "فلسطيني وسوداني والثالث مغربي - الجثة المتلألئة - ساقا الشهوة مع مقدمتها - كتاب الهند الصغير - برهانه تازاكي - صحيفة الرغائب....) في كراسات صغيرة، كان يوزّعها على الأصدقاء.
إلى جانب كتاباته الشعرية والمقالات، كان لديه العديد من المعارض التشكيلية الفردية وذلك حتى العام 1983، إذ اقتصر نشاطه في الرسم بعد ذلك، على المشاركة في معارض جماعية وبعض التظاهرات تشكيلية. وقد أقام أربعة عروض شعرية بصرية، وذلك في دمشق (مرتين - 2000)، وفي حلب (2001)، وكافالا في اليونان (2002)، وهي عبارة عن رسوم منفذة بالاستعانة ببرنامج الفوتوشوب، لقصائد من سطر واحد إلى أربعة أو خمسة أسطر، تقرأ أثناء عرض الرسوم.
كان منذر خامس الشعراء سوريين الذين مثلوا الشعر السوري الحديث في أنطلوجيا الشعر العربي المعاصر التي صدرت باللغة الألمانية في العام 2000 عن دار C.H.BECK.
شارك منذر في العديد من المهرجانات والندوات العربية والعالمية، منها: مهرجان آرابيسك الثقافي، اليونيسكو، في باريس 2003، ومهرجان جرش 2004، ومهرجان ديار بكر – مدينة الحجر والحلم، ديار بكر (تركيا) 2004، ومهرجان صوت المتوسط - (الدورة 9) لوديف / فرنسا 2006، ومعرض لندن الدولي للكتاب، نيسان (أبريل) 2008- الوطن العربي (ضيف شرف) في ندوة الشعر العربي المعاصر، ومهرجان ليدبري الشعري في انكلترا تشرين الأول (أكتوبر) 2008، ومهرجان بغداد كافيه للشعر العالمي، ستوكهولم 2009. والملتقى الثاني لقصيدة النثر (القاهرة 2010/ حيث ألقى كلمة الشعراء العرب. وربيع الشعراء - المركز الثقافي الفرنسي 2000/ دمشق، ومهرجان السنديان- طرطوس 2004، ومهرجان جبلة الثقافي 2004، وربيع الشعراء دار الأسد 2006/ اللاذقية.
مثل منذر الشعر السوري في كتاب (داتا) للشعر العربي الجديد بمناسبة الألفية الثانية 2000. وله نصوص شعرية ترجمت إلى اللغة الفرنسية ونشرت في كتاب "Les Gens de la cote" - مختارات شعرية بالفرنسية، ترجمة السيدة كلود كرال، عن دار Alidades، باريس – 2005. وهو أحد الشعراء 63 الذين تضمنتهم الأنطلوجيا الصوتية في مهرجان صوت المتوسط، الذي أقيم في لوديف فرنسا في العام 2007.

## حريق مرسمه
في شباط 2019، اندلع حريق في مرسم منذر، المرسم الذي بات مقصدًا لكل مثقف عابر إلى اللاذقية، فهو، على الرغم من الفرص التي فتحت أمامه ليغادر بلده في الحرب التي تشهدها، لم يغادر مدينته. وقد شبّ الحريق في القبو/ المرسم بغيابه، بسبب ماس كهربائي ما أدى إلى اشتعال النار في العديد من الأعمال التشكيلية، فضلا عن مكتبه الورقية التي تضم مئات الكتب، ومكتبته الموسيقية. أرشيف ضخم تبخّر في لحظات. ليس هذا الحريق كارثة شخصية لمنذر وحده، بل لحشد من أصدقاء المكان. وقد كتب عادل محمود ما يشبه المرثية «في هذا الحيّز الكريم ظلال 3 أجيال، على الأقل، من الشعراء والفنانين والسياسيين والمثقفين و… الجميلات اللواتي، وحدهن، ينقذن روح هذا المكان الإبداعي، محترف النزاهة والشعر والموسيقى… ينقذن مرسم منذر...".

## «غصن صغير أخضر»
يعلق منذرفي حوار معه عن على الأحداث الجارية في بلده سوريا، قائلاً: 
«لم أكن أتوقع أن تصل سوريا إلى هذا الخراب وأن تحل بالسوريين هذه المأساة، كنت أتوقع أن يحدث حل ما بطريقة ما، يحول دون هذا المصير الكارثي الذي نعانيه. ولكن، ليس لديّ ما ألوم به النخبة، أصدقائي الذين أعرف أغلبهم، أظنهم فعلوا وكتبوا وقالوا ما ينبغي عليهم وأكثر. لوم النخبة السورية، كأنه لوم للشعب السوري بأكمله، كان هذا موقفي قبل الأحداث، فما بالك الآن؟».
يتابع: 
"لا أدري ماذا غيّرت فيّ تلك السنوات، ما أعرفه أني لم أستطع أن أبقى ذلك الشخص الذي كنت عليه، وفي الوقت نفسه، ولليوم، لم أستطع أن أكون شخصا آخر، ربما في المستقبل، المستقبل القريب، سأغدو ما آمله، منذر مصري جديدا؛ غصنا صغيرا أخضر ينبت من جذع شجرة حياتي، اليابسة!؟ لا ليست اليابسة أبدا، بل المقطوعة والمحطبة، أظنه التشبيه الأدق. لكنني أذكر ما كتب لي ياسين الحاج صالح بعد طلبي منه المشاركة في الحوار: “منذر، لا تغادر! لا تفعل شيئا ولكن لا تغادر!”. هو فعل وغادر، لكن أنا لن أدير ظهري وأغادر".

## أعماله
لمنذر العديد من المؤلفات في الشعر والسيرة والمسرح والمقالة، منها:
1. آمال شاقة - إصدار خاص ومحدود 1978.
2. بشر وتواريخ وأمكنة - وزارة الثقافة السورية 1979.
3. أنذرتكِ بحمامة بيضاء - وزارة الثقافة السورية 1984 (مجموعة مشتركة مع الشاعرة مرام مصري والشاعر الراحل محمد سيدة).
4. داكن - وزارة الثقافة السورية 1989. (طبع واتلف من قبل الوزارة).
5. مزهرية على هيئة قبضة يد - رياض الريس- بيروت 1997.
6. الشاي ليس بطيئًا - رياض الريس – بيروت 2004.[17]
7. الجزء الأول من الأعمال الشعرية، يضم المجموعات الشعرية الأربع الأولى: آمال شاقة، بشر وتواريخ وأمكنة، الحب يرى الكره أعمى، دعوة خاصة للجميع، دعوة عامة لشخص واحد، دار أميسا – دمشق- 2006.
8. من الصعب أن أبتكر صيفًا - رياض الريس – بيروت 2008.[18]
9. أنطلوجيا الشعر السوري (3)- انعطافة السبعينات - الأمانة العامة لاحتفالية دمشق 2008.
10. … لأني لست شخصًا آخر- مختارات شعرية، منشورات الهيئة العامة لقصور الثقافة، القاهرة 2010.
11. منذر مصري وشركاه - دار الغاوون- بيروت2011.[19]
12. الصدى الذي أخطأ - دار أثر- السعودية 2011.[20]
13. داكن - دار أرواد – طرطوس – سوريا 2014.
14. لمن العالم وسير مشبوهة أخرى، دار نينوى – دمشق 2016.
15. حقل الفخاري (أربع مسرحيات قصيرة) – دار ممدوح عدوان – دمشق 2017.
16. مغلقة بسبب الإصلاحات (مقالات)، منشورات بيت المواطن – دمشق/بيروت – 2017.
17. بولونيزات – منذريوس مصريام - دار التكوين – دمشق 2018.
18. تجارب ناقصة - دار الأدهم – القاهرة 2019.
19. محمد سيدة – الأعمال الشعرية – (هامش الهامش) تحقيق ودراسة – دار التكوين – دمشق 2019.[21]
20. الأعمال الشعرية الكاملة - دار أثر للنشر والتوزيع - الدمام 2023 (ثلاثة أجزاء)[22] [23][24]

## وصلات خارجية
- منذر مصري: الشعراء يتناسلون من بعضهم
- منذر مصري: بشر وتواريخ وأمكنة
- منذر مصري برجوازي نبيل ورسام يكتب الشعر
- عن مستقبل قصيدة النثر العربية
- منذر مصري: أنا ابن شعراء ملعونين وغير معترف بهم